# Elisabetta Achler
Elisabetta Achler, nota anche come Gute Beth (Buona Betta), (Waldsee, 25 novembre 1386 – Reute, 25 novembre 1420), è stata una mistica francescana tedesca del XV secolo, beatificata da papa Clemente XIII nel 1766.
Era figlia di una coppia di tessitori, Hans e Anna Achler.

## Biografia
Crebbe insieme a numerosi fratelli e sorelle. Il padre era una voce autorevole nella corporazione dei tessitori.
Ebbe come precettore e padre spirituale fin dal quattordicesimo anno di età il religioso agostiniano padre Konrad Kügelin (1367-1428).
Divenuta terziaria francescana, visse inizialmente in grande povertà in un'associazione di Begardi nel Waldsee. Nel 1403 si trasferì con altre giovani donne nel romitaggio di Reute, eretto con l'aiuto del prevosto Jakob von Metsch. Nel 1406 il romitaggio fu elevato a convento francescano e le suore seguirono la Regola del Terzo Ordine francescano. Elisabetta condusse colà una vita d'isolamento, povertà e preghiera. Ella si occupava della cucina ed aveva cura dei poveri che si presentavano alla porta del convento. La sua vita di religiosa era rivolta soprattutto alla contemplazione ed alla partecipazione alla Passione di Cristo.
Subito dopo la sua morte Konrad Kügelin scrisse la sua biografia in lingua latina, che nel periodo seguente venne diffusa in numerose versioni, anche in lingua tedesca. Essa è resa negli elementi essenziali secondo il modello della Vita di Santa Caterina da Siena e servì come base per il suo processo di canonizzazione. Elisabetta vi compare come una mistica, ebbe visioni, visse momenti di estasi, visse tre anni senza toccare cibo e portò le stimmate. Ma fu soprattutto una donna del popolo, che condusse una vita da seguace di Cristo. Morì nel 1420, il giorno del suo compleanno. Nel suo spirito anche Ursula Haider, che dal 1422 al 1430 crebbe nel convento di Reute e successivamente divenne nota come mistica badessa del convento di Villingen.
Elisabetta Achler, la "Gute Beth" (Buona Betta), come venne chiamata per la sua vita di abnegazione, è l'unica fra le mistiche tedesche del XIV e XV secolo diventata una santa popolare ed è ancora oggi venerata.

## Culto
Il culto di Elisabetta si diffuse subito dopo la sua morte e fu confermato da papa Clemente XIII nel 1766.
I suoi resti giacciono nella chiesa parrocchiale dei Santi Pietro e Paolo (Pfarrgemeinde St. Peter und Paul) a Reute.
Konrad Kügelin scrisse la sua biografia in lingua latina, che nel periodo seguente venne diffusa in numerose versioni, anche in lingua tedesca. Essa è resa negli elementi essenziali secondo il modello della Vita di Santa Caterina da Siena e servì come base per il suo processo di canonizzazione. Elisabetta vi compare come una mistica, ebbe visioni, visse momenti di estasi, campò tre anni senza toccare cibo e portò le stimmate. Ma fu soprattutto una donna del popolo, che condusse una vita da seguace di Cristo. Nel suo spirito anche Ursula Haider, che dal 1422 al 1430 crebbe nel convento di Reute e successivamente divenne nota come mistica badessa del convento di Villingen.
Elisabetta Achler, la Gute Beth (Buona Betta), come venne chiamata per la sua vita di abnegazione, è l'unica fra le mistiche tedesche del XIV e XV secolo diventata una santa popolare ed è ancora oggi venerata.
La sua memoria liturgica si celebra il 25 novembre. È venerata soprattutto in Svevia, in Baviera, nel Tirolo, in Svizzera, è invocata in occasione di temporali, di incendi e di guerra.